# Glypta striatifrons
Glypta striatifrons är en stekelart som beskrevs av Dasch 1988. Glypta striatifrons ingår i släktet Glypta och familjen brokparasitsteklar. Inga underarter finns listade i Catalogue of Life.